# Spreuerhofstraße
Spreuerhofstraße er verdens smalleste vej og ligger i Reutlingen i Baden-Württemberg i Tyskland. Vejen måler 31 centimeter hvor den er smallest og 50 centimeter hvor den er bredest. Gyden opførtes i 1727 som led i rekronstruktionsarbejdet efter at området var fuldstændig ødelagt efter en omfattende brand i byen i 1726 og er officielt registreret hos matrikelkontoret som byvej nummer 77.